# Hidralazina
La hidralazina es un relajante del músculo liso de acción directa indicado para el tratamiento de la hipertensión arterial moderada o grave, sola o en combinación con otros antihipertensivos. Actúa relajando la musculatura lisa fundamentalmente a nivel de las arterias y arteriolas causando vasodilatación y la consecuente disminución de la resistencia vascular periférica, lo cual produce una disminución de la presión arterial.
Fue uno de los primeros antihipertensores activos por vía oral, que se comercializó en Estados Unidos; sin embargo, inicialmente se empleó con poca frecuencia debido a taquicardia y a taquifilaxia. Con una mejor comprensión de las respuestas cardiovasculares compensadoras que acompañan al uso de los vasodilatadores arteriolares, la hidralazina se combinó con simpaticoliticos y diuréticos, y se obtuvieron mejores resultados terapéuticos. Se han sintetizado muchas ftalazinas con la esperanza de producir fármacos vasoactivos, pero únicamente las que tienen mitades hidrazina en la posición 1 o 4 del anillo generan actividad vasodilatadora (Reece 1981). Ninguno de los análogos plantea ventaja alguna sobre la hidralazina.

## Mecanismo de acción
El mecanismo de acción de la hidralazina no se conoce del todo bien. Se sabe que interfiere con la acción del segundo mensajero celular inositol trifosfato (IP3) limitando la liberación de calcio del retículo sarcoplasmático del músculo liso arterial. El resultado es una relajación arterial y arteriolar.
Su mecanismo de acción parece ir ligado a la liberación de óxido nítrico en la circulación el cual probablemente media los efectos vasodilatadores de la misma, el cual es un potente vasodilatador. También se ha sugerido como mecanismo de acción de la hidralazina la activación de factores inducidos por hipoxia, como el factor de transcripción HIF-1.

## Contraindicaciones
La hidralazina está contraindicado en sujetos alérgicos al medicamento (hipersensibilidad a la hidralazina), así como la administración durante la lactancia y en niños menores de 18 años. Está contraindicada en la disección aórtica, enfermedad de las arterias coronarias (cardiopatía isquémica) y en la enfermedad reumática de la válvula mitral.
Puede producir en algunos casos un cuadro clínico similar al de lupus Eritematoso Sistémico. En estos pacientes debería discontinuarse la hidralazina a menos que la relación riesgo beneficio exija una terapia antihipertensiva continuada con esta droga.

## Efectos secundarios
Náuseas, vomito, cefalea y temblores, diarrea o estreñimiento.
Algunos de los efectos indeseables que se enumeran más adelante como taquicardia, palpitaciones, síntomas anginosos, enrojecimiento, cefalea, desvanecimiento, obstrucción nasal y trastornos gastrointestinales suelen aparecer al inicio del tratamiento especialmente si la dosis se aumenta con rapidez. No obstante, tales reacciones remiten en general durante el curso de la terapéutica.
Por aparatos y frecuencia: 
Aparato cardiovascular: A menudo: taquicardia, palpitaciones. En ocasiones: enrojecimiento, hipotensión, síntomas anginosos. Raras veces: edema, insuficiencia cardiaca. En casos aislados: alteraciones de la presión.
Sistema nervioso central y periférico: A menudo: cefalea. Raras veces: desvanecimientos. En casos aislados: neuritis periférica, polineuritis, parestesias (estos efectos secundarios remiten administrando piridoxina), temblor.
Sistema musculosquelético: En ocasiones: artralgia, tumefacción articular, mialgia.
Piel y anexos: Raras veces: eritemas.
Aparato urogenital: Raras veces: proteinuria, aumento de la creatinina plasmática, hematuria asociada a veces con glomerulonefritis. En casos aislados: insuficiencia renal aguda, retención urinaria.
Tracto gastrointestinal: En ocasiones: trastornos gastrointestinales, diarrea, náusea, vómito. Raras veces: ictericia, hepatomegalia, función hepática anormal asociada a veces con hepatitis. En casos aislados: íleo paralítico.
Psique: Raras veces: agitación, anorexia, ansiedad. En casos aislados: depresión, alucinaciones.
Órganos sensoriales: Raras veces: aumento de la lacrimación, conjuntivitis, obstrucción nasal.
Reacciones de hipersensibilidad: En ocasiones: síndrome similar al LES. Raras veces: reacciones de hipersensibilidad como prurito, urticaria, vasculitis, eosino-filia, hepatitis.
Aparato respiratorio: Raras veces: disnea, dolor pleural.
Otros: Raras veces: fiebre, pérdida de peso, malestar. En casos aislados: exoftalmía.

## Uso en Otras Patologías
Eclampsia: La eclampsia es la aparición de convulsiones o coma durante el embarazo en una mujer después de la vigésima semana de gestación, el parto o en las primeras horas del puerperio sin tener relación con afecciones neurológicas. La hidralazina es un fármaco de segunda elección en bolos de 10 mg iv de administración lenta, si con un bolo no se obtiene respuesta se colocaron hasta 4 bolos con intermedios de 20 a 30 minutos cada uno. La hidralazina debe considerase medicamento de primera elección en un bradicardia materna, bloqueo auriculo-ventricular, asma bronquial e insuficiencia cardiaca.
La sobredosificación de hidralazina puede conducir a hipotensión o a shock requiriendo expansores de volumen e incluso fármacos vasopresores.
Su mecanismo de acción parece ir ligado a la liberación de óxido nítrico en la circulación el cual probablemente media los efectos vasodilatadores de la misma.
Tratamiento de la insuficiencia cardiaca congestiva.
Aunque los inhibidores de la ECA son considerados como los fármacos de elección en el tratamiento de la insuficiencia cardíaca congestiva, la hidralazina en combinación con el isosorbide dinitrato es considerada como una alternativa aceptable en los pacientes en los que los inhibidores de la ECA están contraindicados o no son tolerados.

## Dosis de administración
La administración es por vía oral.
Hipertensión: La dosis tiene que ajustarse siempre a las necesidades individuales del paciente atendiendo a las recomendaciones siguientes:
Adultos: El tratamiento se instituirá con dosis bajas de hidralazina que se incrementarán lentamente según reaccione el paciente a fin de lograr un efecto terapéutico óptimo y evitar en lo posible los efectos secundarios.
La hidralazina se administrará dos veces al día y la dosis inicial usual de 25 mg dos veces diarias es suficiente, en general. Esta dosificación puede aumentarse en caso necesario hasta la dosis de mantenimiento de 50 a 200 mg. Sin embargo, la posología no debe elevarse por encima de 100 mg diarios
Niños: La dosis inicial recomendada es de 0.75 mg/kg de peso corporal al día. La dosificación puede incrementarse progresivamente a un máximo de 3.5 mg/kg de peso corporal al día hasta obtener la respuesta deseada. La terapéutica puede empezarse con 0.75-1 mg/kg de peso corporal divididos en cuatro tomas cada seis horas aumentándose gradualmente a 4.0 mg/kg de peso corporal.